# Final Days – Die letzten Tage der Menschheit
Final Days – Die letzten Tage der Menschheit (Final Days of Planet Earth) ist ein US-amerikanischer Science-Fiction-Film von Robert Lieberman aus dem Jahr 2006.

## Handlung
Vor drei Jahren haben Astronautenmineure eine waghalsige Weltraummission abgeschlossen. Ihr Kommandeur ist auf dem Heimweg allerdings dem Wahnsinn verfallen und wird in ein Irrenhaus gesperrt.
Drei Jahre später leitet der Archäologe Lloyd Walker Ausgrabungen in der Nähe von San Francisco. Als einer seiner Helfer in der dabei gefundenen Grube verschwindet, verschließen die Behörden das Loch mit einem Betondeckel.
Walker kommt den unter der Erdoberfläche lebenden Aliens auf die Spur. Der Astronaut William Phillips und Liz Quinlan von der Stadtverwaltung helfen Walker, die Aliens zu bekämpfen. Quinlan erweist sich später als einer der Aliens in Menschengestalt.

## Kritiken
- TV direkt schrieb, der Film sei viel zu lang.
- Ray Richmond (The Hollywood Reporter) schrieb, dass die Handlung, vor allem in der ersten Hälfte, schwach sei. Er kritisierte unter anderem auch die Dialoge.[1]